# Llista de bisbes i arquebisbes de Saragossa
La llista de bisbes i arquebisbes del bisbat de Saragossa es compon per bisbes fins al segle xiv, quan seran arquebisbes. L'arxidiòcesi de Saragossa començà el 14 de juny de 1318, sota el regnat de Jaume II d'Aragó i el pontificat de Joan XXII. Des d'aquell moment s'anomenen arquebisbes:

## Bisbes
| Titular                                                                   | Període       | Nota                                                                                        |
| ------------------------------------------------------------------------- | ------------- | ------------------------------------------------------------------------------------------- |
| Atanasi                                                                   | 39-59         |                                                                                             |
| Teodor                                                                    | ca. 66        |                                                                                             |
| Epitaci                                                                   | ca. 105       |                                                                                             |
| Fèlix                                                                     | ca. 256       | Flórez dubta de la seva existència.                                                         |
| Valer                                                                     | ca. 277       |                                                                                             |
| Valeri I                                                                  | ca. 290-315   | Primer bisbe del que es té constància documental. Assistent al Concili d'Elvira (300).      |
| Climent                                                                   | ca. 326       | Apareix a l'episcopologi de l'arxidiòcesi, si bé Flórez considera que ha d'ésser-ne exclòs. |
| Cast                                                                      | ca. 343-347   |                                                                                             |
| Valeri II                                                                 | ca. 380       |                                                                                             |
| Anònim                                                                    | ca. 458       | Es esmentat per Flórez i diu que se'n desconeix el seu nom.                                 |
| Vicenç I                                                                  | ca. 516       |                                                                                             |
| Eleuteri                                                                  | ?             | Només reconegut per algunes cròniques.                                                      |
| Joan I                                                                    | ca. 540-546   |                                                                                             |
| Vicenç II                                                                 | ca. 580       |                                                                                             |
| Simplici                                                                  | ca. 586-592   |                                                                                             |
| Màxim                                                                     | 592-619       |                                                                                             |
| Joan II                                                                   | 620-631       |                                                                                             |
| Brauli                                                                    | 631-651       |                                                                                             |
| Taió                                                                      | 651-664       |                                                                                             |
| Valdered                                                                  | 683-701       |                                                                                             |
| Període d'ocupació musulmana de Saragossa, entrada a la península el 711. |               |                                                                                             |
| Senior                                                                    | ca. 839-863   |                                                                                             |
| Heleca                                                                    | ca. 864-902   |                                                                                             |
| Joan III                                                                  | ca. 971       |                                                                                             |
| Patern                                                                    | ca. 1040-1077 |                                                                                             |
| Julià                                                                     | 1077-1110     |                                                                                             |
| Vicenç III                                                                | 1111          |                                                                                             |
| Pere                                                                      | 1112          |                                                                                             |
| Bernat I                                                                  | 1113-1114     |                                                                                             |
| Conquesta de Saragossa per part d'Alfons el Bataller el 1118.             |               |                                                                                             |
| Pedro de Librana                                                          | 1118-1128     | Restaurador de la seu.                                                                      |
| Esteban                                                                   | 1128-1130     |                                                                                             |
| García Guerra de Majones                                                  | 1130-1137     |                                                                                             |
| Guillermo                                                                 | 1137-1138     |                                                                                             |
| Bernardo II                                                               | 1138-1152     |                                                                                             |
| Pedro de Torroja                                                          | 1152-1184     |                                                                                             |
| Remón de Castellazuelo                                                    | 1185-1199     |                                                                                             |
| Roderic de Rocabertí                                                      | 1200          |                                                                                             |
| Ramón de Castrocol                                                        | 1201-1216     |                                                                                             |
| Sancho d'Ahones                                                           | 1216-1236     |                                                                                             |
| Bernardo de Monteagudo                                                    | 1236-1239     |                                                                                             |
| Vicente de Aragón                                                         | 1240-1244     |                                                                                             |
| Rodrigo d'Ahones                                                          | 1244-1248     |                                                                                             |
| Arnaldo de Peralta                                                        | 1248-1271     |                                                                                             |
| Sancho de Peralta                                                         | 1271-1272     |                                                                                             |
| Pedro Garcés de Jaunas                                                    | 1272-1280     |                                                                                             |
| Fortún de Bergua                                                          | 1282-1289     |                                                                                             |
| Hug de Mataplana                                                          | 1289-1296     |                                                                                             |
| Jimeno de Luna                                                            | 1296-1317     |                                                                                             |
| Pedro López de Luna                                                       | 1317-1318     | Darrer bisbe i primer arquebisbe el 1318.                                                   |

## Arquebisbes
- Pedro López de Luna (14 de juny de 1318, 22 de febrer de 1345), bisbe de Saragossa des de 26 de març de 1317
- Pedro de Jugie (2 de març de 1345, 10 de gener de 1347)
- Guillermo de Aigrefeuille (19 de gener de 1347, 10 de desembre de 1350)
- Lope Fernández de Luna (28 de setembre de 1351, 1380)
- García Fernández de Heredia (13 d'octubre de 1383, 1 d'agost de 1411)
- Francisco Clemente Pérez (13 de novembre de 1415, 7 de juny de 1419)
- Alonso de Argüello (7 de juny de 1419, febrer de 1429)
- Francesc Climent Sapera (21 de novembre de 1429, 1430)
- Dalmau de Mur (18 de juny de 1431, 12 de setembre de 1456)
- Joan d'Aragó (20 de juny de 1458, 19 de novembre de 1475) 
  - Ausias Despuig —o de Puggio — (15 de desembre de 1475, 1478) (administrador apostòlic)
- Alfons d'Aragó (14 d'agost de 1478, 24 de febrer de 1520)
- Joan II (28 de març de 1520, 25 de novembre de 1530)
- Fadrique de Portugal (23 de febrer de 1532, 15 de gener de 1539)
- Hernando de Aragón (21 de maig de 1539, 29 de gener de 1575)
- Bernardo Alvarado de Fresneda (14 d'octubre de 1577, 1578)
- Andrés Santos (27 d'abril de 1578, 13 de novembre de 1585)
- Andrés de Bobadilla (13 d'octubre de 1586, 25 d'agost de 1592)
- Alonso de Gregorio (10 de març de 1593, 27 d'octubre de 1593)
- Tomás de Borja (30 d'abril de 1603, 7 de setembre de 1610)
- Pedro Manrique (8 d'abril de 1611, 7 de juny de 1615)
- Pedro González de Mendoza (8 de febrer de 1616, 2 d'abril de 1623)
- Juan Martínez de Peralta (29 de gener de 1624, 5 d'octubre de 1629)
- Martín Terrer (22 d'abril de 1630, 28 de novembre de 1631)
- Juan Guzmán (6 de juny de 1633, 1 de març de 1634)
- Pedro Apaolaza Ramírez (8 de gener de 1635, 21 de juny de 1643)
- Juan Cebrián (18 d'abril de 1644, 27 de desembre de 1662)
- Francisco Gamboa (2 de juliol de 1663, 22 de maig de 1674)
- Diego de Castrillo (16 de novembre de 1676, 9 de juny de 1686)
- Antonio Ibañes de la Riva (28 d'abril de 1687, 3 de setembre de 1710)
- Manuel Pérez de Araciel (13 de juny de 1714, 27 de setembre de 1726)
- Tomás Crespo Agüero (17 de març de 1727, 3 de març de 1742)
- Francisco Añoa Busto (24 de setembre de 1742, 22 de febrer de 1764)
- Luis García Mañero (26 de novembre de 1764, 20 de juliol de 1767)
- Juan Sáenz de Buruaga (25 de gener de 1768, 14 de maig de 1777)
- Bernardo Velarde y Velarde (I de març de 1779, 12 de juny de 1782)
- Agustín de Lezo Palomeque (15 de desembre de 1783, 18 de febrer de 1796)
- Joaquim Company i Soler (18 de març de 1797, 11 d'agost de 1800)
- Ramón José de Arce (20 de juliol de 1801, 15 de juliol de 1816)
- Manuel Vicente Martínez (22 de juliol de 1816, 9 de febrer de 1823)
- Bernardo Francés y Caballero (27 de setembre de 1824, 1835)
- Manuel María Gómez de la Rivas (17 de desembre de 1857, 17 de juny de 1858)
- Manuel García Gil (23 de desembre de 1858, 28 d'abril de 1881)
- Francisco de Paula Benavides Navarrete (13 de maig de 1881, 31 de març de 1895)
- Vicente Alda Sancho (2 de desembre de 1895, 16 de febrer de 1901)
- Antonio María Cascajares y Azara (18 d'abril de 1901, 27 de juliol de 1901)
- Juan Soldevila y Romero (16 de desembre de 1902, 4 de juny de 1923)
- Rigoberto Doménech Valls (18 de desembre de 1924, 30 de maig de 1955)
- Casimiro Morcillo González (21 de setembre de 1955, 27 de març de 1964)
- Pedro Cantero Cuadrado (26 de setembre de 1964, 4 de juny de 1977)
- Elías Yanes (4 de juny de 1977, 2 d'abril de 2005)
- Manuel Ureña Pastor (2 d'abril de 2005 - 12 de desembre de 2014)
- Vicente Jiménez Zamora (12 de desembre de 2014, actualment)[7]